# ZNF202
ZNF202‏ (Zinc finger protein 202) هوَ بروتين يُشَفر بواسطة جين ZNF202 في الإنسان.

## الأهمية السريرية
تم اكتشاف أن متغيرات هذا البروتين مرتبطة ارتباطًا وثيقًا بأمراض القلب التاجية وتصلب الشرايين.